# Paul Cerutti
Paul Cerutti (* 30. November 1910; † 21. September 2000) war ein monegassischer Sportschütze.
Er nahm 1972 an den Olympischen Spielen in München teil und belegte im Trap den 45. Platz. Vier Jahre später startete er bei den Olympischen Spielen 1976 und war mit 65 Jahren der älteste monegassische Teilnehmer. In Montreal wurde er allerdings bei der Dopingkontrolle positiv auf Amphetamine getestet und von den Spielen ausgeschlossen.